# Путь Октября
Путь Октября́ — посёлок в Кизильском районе Челябинской области России. Административный центр сельского поселения Путь Октября.

## География
Посёлок находится на берегу реки Кипчак, на расстоянии 45 км к северо-востоку от села Кизильское, административного центра района.

## Население
| 2002 | 2010  |
| ---- | ----- |
| 1095 | ↗1129 |

### Половой состав
По данным Всероссийской переписи, в 2010 году численность населения села составляла 1129 человек (506 мужчин и 623 женщины).

## Улицы
| - ул. Дружбы, - ул. Луговая, - ул. Молодёжная, | - ул. Набережная, - ул. Октябрьская, - ул. Садовая, | - ул. Советская, - ул. Центральная, - ул. Школьная. |

## Известные уроженцы
- Тюрин, Владимир Фёдорович (1937—2021) — советский и российский учёный в области информатики. Доктор технических наук.